# Пуэрто-Наре
Пуэрто-Наре (исп. Puerto Nare) — город и муниципалитет на севере Колумбии, на территории департамента Антьокия. Входит в состав субрегиона Магдалена-Медио.

## История
Поселение из которого позднее вырос город было основано 5 февраля 1857 года. Муниципалитет Пуэрто-Наре был выделен в отдельную административную единицу в 1968 году. Название связано с именем Наре. Так звали вождя индейского племени Tahamíes, одного из племён группы чибча.

## Географическое положение
Город расположен в юго-восточной части департамента, на левом берегу реки Магдалена, на расстоянии приблизительно 104 километров к востоку от Медельина, административного центра департамента. Абсолютная высота — 113 метров над уровнем моря.

Муниципалитет Пуэрто-Наре граничит на севере с муниципалитетами Пуэрто-Беррио и Караколи, на западе — с муниципалитетом Сан-Карлос, на юго-западе — с муниципалитетом Сан-Луис, на юге — с муниципалитетом Пуэрто-Трьюнфо, на востоке — с территорией департамента Бояка. Площадь муниципалитета составляет 660 км².

## Население
По данным Национального административного департамента статистики Колумбии, совокупная численность населения города и муниципалитета в 2012 году составляла 18 103 человек.
Динамика численности населения муниципалитета по годам:
| 2005   | 2006   | 2007   | 2008   | 2009   | 2010   | 2011   | 2012   |
| ------ | ------ | ------ | ------ | ------ | ------ | ------ | ------ |
| 16 690 | 16 983 | 17 168 | 17 357 | 17 539 | 17 729 | 17 915 | 18 103 |

Согласно данным переписи 2005 года мужчины составляли 50,4 % от населения Пуэрто-Наре, женщины — соответственно 49,6 %. В расовом отношении белые и метисы составляли 91,1 % от населения города; негры, мулаты и райсальцы — 8,6 %, индейцы — 0,3 %.
Уровень грамотности среди всего населения составлял 83,8 %.

## Экономика
Основу экономики Пуэрто-Наре составляют сельскохозяйственное производство, рыболовство, туризм и добыча и продажа полезных ископаемых.

65,1 % от общего числа городских и муниципальных предприятий составляют предприятия торговой сферы, 26,8 % — предприятия сферы обслуживания, 6 % — промышленные предприятия, 2,1 % — предприятия иных отраслей экономики.